# Вильно (деревня)
Вильно — деревня в Невельском районе Псковской области России. Входит в состав Туричинской волости.

## География
Расположена к северу от озера Ужо, в 43 километрах к юго-западу от районного центра, города Невеля, и в 12 км к северо-западу от волостного центра, деревни Туричино. 
В 0,5 к северу от деревни находится небольшое одноимённое озеро Вильно. В 4 км к западу проходит граница с Белоруссией.

## Население
| 2001 | 2002 | 2010 |
| ---- | ---- | ---- |
| 1    | ↘0   | →0   |

Численность населения деревни по оценке на начало 2001 года составляла 1 человек, по переписи населения 2010 года постоянных жителей учтено не было.